# Бета-амилоиды

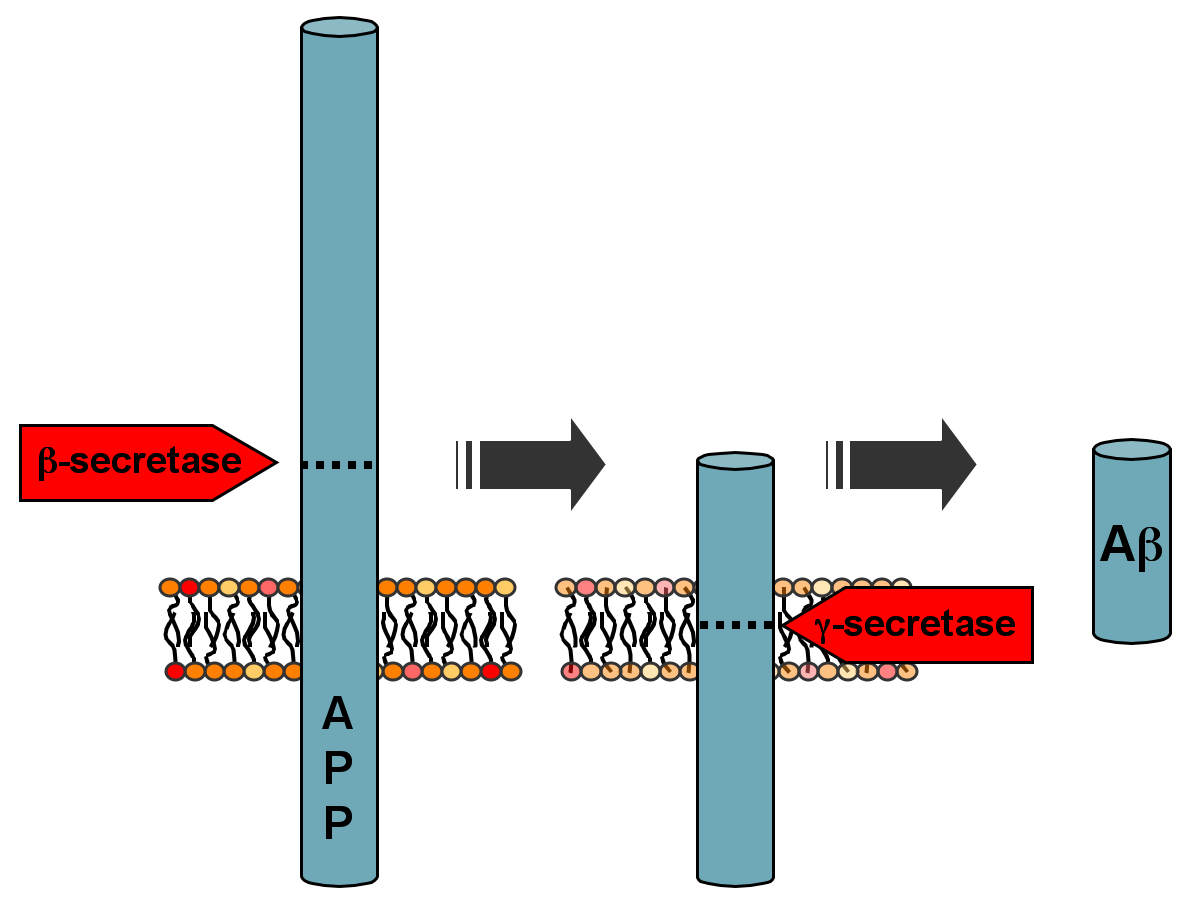
Образование бета-амилоида из белка-предшественника

Бета-амило́иды (англ. amyloid beta, Aβ) — общее название для нескольких пептидов, состоящих из примерно 40 аминокислотных остатков и образующихся из трансмембранного белка — предшественника бета-амилоида. Основными разновидностями являются пептид из 40 аминокислотных остатков (Aβ40) и пептид из 42 аминокислотных остатков (Aβ42). Их роль в нормальной физиологии остаётся неизвестной, но предполагается, что они могут участвовать в антибактериальной и противогрибковой защите. Пептид Aβ40 не имеет патогенных свойств, но пептид Aβ42 считается одним из основных факторов, провоцирующих болезнь Альцгеймера и часто называется просто бета-амилоидом, без уточнения длины аминокислотной цепочки. В мозге пациента, страдающего болезнью Альцгеймера, этот пептид может образовывать так называемые амилоидные бляшки, состоящие из скоплений пептида, свёрнутого в виде бета-складки. Пептид Aβ42 может также образовывать олигомеры, которые запускают цепные реакции образования амилоидных бляшек и тау-белков по прионному механизму.

## Структура
В организме бета-амилоиды образуются из предшественника бета-амилоида (англ. amyloid precursor protein, APP), трансмембранного гликопротеина с неизвестными функциями длиной от 695 до 770 аминокислотных остатков. Протеолиз APP с выходом бета-амилоида выполняют последовательно бета-секретаза и гамма-секретаза. Бета-секретаза (англ. β-site amyloid precursor protein cleaving enzyme 1, BACE1) разрезает цепь аминокислотных остатков APP около плазматической мембраны с внутренней стороны. Гамма-секретаза разрезает цепь APP в трансмембранной области со значительной вариативностью по месту разрыва, вследствие чего возникает целое семейство пептидов с длиной цепочки от 30 до 51 звеньев. Высвобожденные пептиды попадают в плазму крови, спинномозговую жидкость или другие межклеточные жидкости. В спинномозговой жидкости людей, не страдающих болезнью Альцгеймера, соотношение основных бета-амилоидов оценивается примерно как 50 % Aβ40, 16 % Aβ38 и 10 % Aβ42. Функции большинства этих пептидов остаются неизвестными. Лучше всего исследован пептид Aβ42, который считается одним из ключевых патогенных факторов в развитии болезни Альцгеймера. Его аминокислотная последовательность имеет следующий вид:
(N-конец) DAEFRHDSGYEVHHQKLVFFAEDVGSNKGAIIGLMVGGVVIA (C-конец)
Бета-амилоиды разрушаются некоторыми эндопептидазами. В мозге наиболее важную роль в поддержании баланса бета-амилоидов играет неприлизин — цинк-зависимая металлоэндопептидаза, которая в здоровом организме разрушает мономеры и олигомеры бета-амилоидов, компенсируя их образование из APP. Однако она неспособна разрушать амилоидные бляшки.

## Роль в болезни Альцгеймера
Болезнь Альцгеймера — это одно из наиболее распространённых нейродегенеративных заболеваний пожилого возраста. В настоящее время не существует лекарств, способных замедлить развитие болезни, как не существует и полного понимания причин болезни. В рамках наиболее распространённой амилоидной гипотезы считается, что важную роль в запуске необратимых изменений в мозге пациента играет пептид Aβ42. Эта форма способна образовывать олигомеры и нерастворимые скопления значительного числа монопептидов в структуре бета-складки, которые получили название амилоидных бляшек. В первоначальном варианте амилоидной гипотезы, предложенной в начале 1990-х годов Харди и Хиггинсом, предполагалось, что амилоидные бляшки вызывают патологические изменения в мозге больного, которые проявляются в образовании нейрофибриллярных клубков, нарушении синаптической передачи, гибели нейронов и возникающей вследствие этого деменции. 
По современным представлениям, Aβ42 запускает сложный комплекс процессов на биохимическом и клеточном уровнях, которые в конечном счёте приводят к нейродегенеративным изменениям в мозге. Олигомеры бета-амилоида, находящиеся вне клеток, связываются с аллостерическим сегментом адренорецепторов типа α2A и модулируют активность рецептора. Рецептор избыточно активирует сигнальный путь с участием киназы гликогенсинтазы (GSK3β), вследствие чего внутри нейронов начинает накапливаться фосфорилированный тау-белок, предшественник патологического тау-белка. При этом для активации рецептора достаточно небольших концентраций бета-амилоидов, и по этой причине лекарства, направленные на борьбу с самими бета-амилоидами, оказываются малоэффективными. Ингибирование сигнального пути GSK3β привело к заметному улучшению когнитивных функций у мышей.
В 2015 году в исследованиях британских медиков было установлено, что существует опасность заражения бета-амилоидами ятрогенным путём, то есть в ходе таких медицинских процедур, как, например, хирургические операции или инъекции. При вскрытии в мозговой ткани пациентов, умерших от болезни Крейтцфельдта — Якоба, были найдены бета-амилоидные бляшки. Возраст и генетический портрет части этих пациентов исключал самопроизвольное развитие бета-амилоидных патологий, поэтому исследователи с большой степенью вероятности назвали причиной амилоидного заболевания инъекции гормона роста, получавшегося из гипофиза умерших людей. Эти инъекции проводились в основном для коррекции отставания в росте у детей в период с 1958 по 1985 годы, пока не была установлена опасность заражения прионными заболеваниями. 
В 2018 году были опубликованы результаты исследований, подтверждающие возможность заражения болезнью Крейтцфельда — Якоба при введении мышам «загрязненного» бета-амилоидом гормона роста человека. У экспериментальной группы генно-модифицированных мышей, у которых синтезировался предшественник человеческого варианта бета-амилоида, образовывались бляшки в мозговых структурах, в то время как у контрольной группы этого не наблюдалось.
Если опасность заражения болезнью Альцгеймера при медицинских процедурах будет признана существенной, это повлечёт за собой серьёзные и потенциально чрезвычайно дорогостоящие изменения в регламенте обеззараживания медицинских инструментов. Бета-амилоиды имеют тенденцию «прилипать» к металлическим инструментам, и их надёжная дезинфекция от прионов потребует гораздо более жёстких условий, чем от бактерий и вирусов.
Согласно исследованиям, проведённым на животных, бета-амилоиды могут выступать в роли противовирусного, противогрибкового и антибактериального механизма защиты мозга. При заражении вирусом герпеса мышей нервные клетки начинают активно вырабатывать бета-амилоиды, связывающие вирус, что вызывает образование амилоидных бляшек, но препятствует развитию энцефалита.
По информации журнала Science в 2021 в одной из самых известных статей, утверждающих  связь между бета-амилоидами и болезнью Альцгеймера, обнаружены фальсификации. Публикация, некогда ставшая сенсацией, была отозвана после 6-месячного расследования. Старший автор статьи Карен Эш заявила, что не знала о подлоге, однако взяла на себя ответственность за произошедшее. Вся работа, которая последние десятилетия строилась на теории связи деменции и бета-амилоидов, теперь нуждается в пересмотре. Между тем на проекты по поиску лечения болезни Альцгеймера, основанные на выводах авторов статьи и их единомышленников, были потрачены миллиарды долларов.

## Роль в нарушениях сна и памяти
Уровень растворимых бета-амилоидов повышается в организме во время бодрствования и уменьшается во время сна. В исследованиях на мышах установлено, что депривация сна ускоряет накопление бета-амилоида у мышей, мутантных по гену предшественника бета-амилоида (APP), а накопление бета-амилоида у таких мышей нарушает сон. Нарушение ритма сна и бодрствования с возрастом, приводящее к увеличению концентрации бета-амилоида, коррелирует с ухудшением качества сна и может быть одним из механизмов, влияющих на нарушения памяти при старении и при болезни Альцгеймера.

## Лекарственные средства
Для снижения уровня Aβ42 ведётся поиск препаратов, которые препятствуют его образованию в мозге или удаляют уже образовавшиеся бляшки в тканях. Эти исследования проводятся по трём основным направлениям: как воспрепятствовать образованию Aβ42, как очистить уже накопившиеся бляшки Aβ42 и как предотвратить олигомеризацию Aβ42. В 1995 году исследователям удалось вывести линию трансгенных мышей с мутантным человеческим геном APP, в мозге которых накапливались амилоидные бляшки. Эти мыши хуже справлялись с задачами, в которых требовалось запоминание информации, и они стали моделью для изучения действий перспективных противоамилоидных препаратов. Однако до сих пор никакие препараты, испытывавшиеся на мышах, не показали свою эффективность на людях. Одной из возможных причин неудач переноса результатов исследований на мышах на человека может быть различие в нейрохимии и патофизиологии мышиных и человеческих нейронов. В 2014 году группе учёных под руководством Рудольфа Танци (Tanzi Rudolph) и Ким Ду Ёна удалось создать трёхмерную культуру человеческих клеток in vitro, в которой в ускоренном темпе воспроизводятся нейродегенеративные изменения, связанные с бета-амилоидами, а также таупатии. Это достижение считается одним из наиболее многообещающих в плане быстрой разработки и тестирования препаратов, способных предотвратить развитие болезни Альцгеймера у человека, и его автор был включен в список ста наиболее влиятельных людей по версии Time 100 в 2015 году.
Стратегии создания лекарственных препаратов, направленных на предотвращение накопления амилоидных бляшек при болезни Альцгеймера, включают снижение концентрации амилоидогенных белков путём ингибирования или модулирования секретаз, особенно BACE1, протеолиз Aβ неприлизином или каталитическими антителами, а также удаление амилоидов путём иммунизации.
По состоянию на 2024 год зарегистрировано три препарата на основе антиамилоидных моноклональных антител для лечения болезни Альцгеймера: адуканумаб (2021 год, ускоренная регистрация), леканемаб (2023 год) и донанемаб. (2024 год) Общий механизм действия этих болезнь-модифицирующих препаратов – активация микроглии с фагоцитозом фибриллярного Аβ и деградация через эндосомальную/лизосомальную системы.